# Star Trek: Különös új világok
A Star Trek: Különös új világok (eredeti cím: Star Trek: Strange New Worlds) 2022-tól vetített amerikai sci-fi sorozat, amelyet Akiva Goldsman, Alex Kurtzman és Jenny Lumet alkotott, a Star Trek franchise tizenegyedik sorozata. A főbb szerepekben Anson Mount, Ethan Peck, Jess Bush, Christina Chong és Celia Rose Gooding látható.
Az Amerikai Egyesült Államokban 2022. május 5-én mutatta be a Paramount+, Magyarországon 2023 február 14-én mutatta be a SkyShowtime.

## Ismertető
Christopher Pike kapitány és a USS Enterprise (NCC-1701) csillaghajó legénysége a 23. században új világokat fedeznek fel a galaxisban.

## Szereplők

### Főszereplők
| Szereplő               | Színész                                                  | Magyar hang    | Leírás |
| ---------------------- | -------------------------------------------------------- | -------------- | --- |
| Christopher Pike       | Anson Mount                                              | Bozsó Péter    | A USS Enterprise kapitánya, aki azzal a tudattal küzd, hogy szörnyű sors vár rá. |
| Spock                  | Ethan Peck                                               | Szatory Dávid  | Az Enterprise félig vulkáni, félig ember tudományos tisztje. |
| Christine Chapel       | Jess Bush                                                | Sodró Eliza    | Nővér az Enterprise-on. |
| La'an Noonien-Singh    | Christina Chong                                          | Gáspár Kata    | Az Enterprise újonnan kinevezett biztonsági főnöke, akinek a családját gyermekkorában a gyíkszerű Gornok meggyilkolták.                                                                        |
| Nyota Uhura            | Celia Rose Gooding                                       | Kókai Tünde    | Kadét az Enterprise-on, aki nyelvészetre szakosodott. |
| Erica Ortegas          | Melissa Navia                                            | Csuha Bori     | Az Enterprise kormányosa. |
| Joseph M'Benga         | Babs Olusanmokun                                         | Welker Gábor   | Az Enterprise orvosi főtisztje, aki titokban próbálja meggyógyítani lányát, Rukiya-t egy ritka betegségből.                                                                                    |
| Hemmer                 | Bruce Horak                                              | Rába Roland    | Az Enterprise főgépésze, aki a születésüktől vak, azonban fejlett telepatikus képességekkel rendelkező Aenar faj tagja. (A karaktert alakító Bruce Horak kisgyerekkorától kezdve látássérült.) |
| Una Chin-Riley / Egyes | Rebecca Romijn                                           | Németh Borbála | Az Enterprise első tisztje és Pike parancsnokhelyettese. A génmódosított Illyrian fajból származik.                                                                                            |
| Montgomery Scott       | Matthew Wolf (1. évad, hangja) Martin Quinn (2. évadtól) | ?              | ? |

### Mellékszereplők
| Szereplő                 | Színész            | Magyar hang        | Leírás                                                                                    |
| ------------------------ | ------------------ | ------------------ | ----------------------------------------------------------------------------------------- |
| Robert April             | Adrian Holmes      | Bognár Tamás       | A Csillagflotta admirálisa és az Enterprise első kapitánya, Pike mentora.                 |
| George Samuel "Sam" Kirk | Dan Jeannotte      | Fehér Tibor        | Élettudományi tiszt az Enterprise fedélzetén és a későbbi kapitány, James T. Kirk bátyja. |
| T'Pring                  | Gia Sandhu         | Bogdányi Titanilla | Spock menyasszonya, akivel gyerekkorában jegyezték el.                                    |
| Marie Batel              | Melanie Scrofano   | ?                  | ?                                                                                         |
| James T. Kirk            | Paul Wesley        | ?                  | ?                                                                                         |
| Pelia                    | Carol Kane         | ?                  | ?                                                                                         |
| Roger Korby              | Cillian O'Sullivan | ?                  | ?                                                                                         |
| Gamble                   | Chris Myers        | ?                  | ?                                                                                         |

### Vendég szereplők
| Szereplő        | Színész                  | Magyar hang | Leírás |
| --------------- | ------------------------ | ----------- | ------ |
| Amanda Grayson  | Mia Kirshner             | ?           | ?      |
| Beckett Mariner | Tawny Newsome            | ?           | ?      |
| Brad Boimler    | Jack Quaid               | ?           | ?      |
| D'Vana Tendi    | Noël Wells (hangja)      | ?           | ?      |
| Sam Rutherford  | Eugene Cordero (hangja)  | ?           | ?      |
| Jack Ransom     | Jerry O’Connell (hangja) | ?           | ?      |
| Q               | John de Lancie (hangja)  | ?           | ?      |
| Trelane         | Rhys Darby               | ?           | ?      |

## Epizódok

### 1. évad
| Sor. | Év. | Cím                                  | Rendező              | Író                                          | Premier                            |
| ---- | --- | ------------------------------------ | -------------------- | -------------------------------------------- | ---------------------------------- |
| 1.   | 1.  | Strange New Worlds                   | Akiva Goldsman       | Akiva Goldsman, Alex Kurtzman és Jenny Lumet | 2022. május 5. 2023. február 14.   |
| 2.   | 2.  | Children of the Comet                | Maja Vrvilo          | Henry Alonso Myers és Sarah Tarkoff          | 2022. május 12. 2023. február 14.  |
| 3.   | 3.  | Ghosts of Illyria                    | Leslie Hope          | Akela Cooper és Bill Wolkoff                 | 2022. május 19. 2023. február 14.  |
| 4.   | 4.  | Memento Mori                         | Dan Liu              | Davy Perez és Beau DeMayo                    | 2022. május 26. 2023. február 14.  |
| 5.   | 5.  | Spock Amok                           | Rachel Leiterman     | Henry Alonso Myers és Robin Wasserman        | 2022. június 2. 2023. február 14.  |
| 6.   | 6.  | Lift Us Where Suffering Cannot Reach | Andi Armaganian      | Robin Wasserman és Bill Wolkoff              | 2022. június 9. 2023. február 14.  |
| 7.   | 7.  | The Serene Squall                    | Sydney Freeland      | Beau DeMayo és Sarah Tarkoff                 | 2022. június 16. 2023. február 14. |
| 8.   | 8.  | The Elysian Kingdom                  | Amanda Row           | Akela Cooper és Onitra Johnson               | 2022. június 23. 2023. február 14. |
| 9.   | 9.  | All Those Who Wander                 | Christopher J. Byrne | Davy Perez                                   | 2022. június 30. 2023. február 14. |
| 10.  | 10. | A Quality of Mercy                   | Chris Fisher         | Henry Alonso Myers és Akiva Goldsman         | 2022. július 7. 2023. február 14.  |

### 2. évad
| Sor. | Év. | Cím                                | Rendező         | Író                                  | Premier                                 |
| ---- | --- | ---------------------------------- | --------------- | ------------------------------------ | --------------------------------------- |
| 11.  | 1.  | The Broken Circle                  | Chris Fisher    | Henry Alonso Myers és Akiva Goldsman | 2023. június 15. 2023. június 16.       |
| 12.  | 2.  | Ad Astra per Aspera                | Valerie Weiss   | Dana Horgan                          | 2023. június 22. 2023. június 23.       |
| 13.  | 3.  | Tomorrow and Tomorrow and Tomorrow | Amanda Row      | David Reed                           | 2023. június 29. 2023. június 30.       |
| 14.  | 4.  | Among the Lotus Eaters             | Eduardo Sánchez | Kirsten Beyer és Davy Perez          | 2023. július 6. 2023. július 7.         |
| 15.  | 5.  | Charades                           | Jordan Canning  | Kathryn Lyn és Henry Alonso Myers    | 2023. július 13. 2023. július 14.       |
| 16.  | 6.  | Lost in Translation                | Dan Liu         | Onitra Johnson & David Reed          | 2023. július 20. 2023. július 21.       |
| 17.  | 7.  | Those Old Scientists               | Jonathan Frakes | Kathryn Lyn és Bill Wolkoff          | 2023. július 22. 2023. július 23.       |
| 18.  | 8.  | Under the Cloak of War             | Jeff W. Byrd    | Davy Perez                           | 2023. július 27. 2023. július 28.       |
| 19.  | 9.  | Subspace Rhapsody                  | Dermott Downs   | Dana Horgan és Bill Wolkoff          | 2023. augusztus 3. 2023. augusztus 4.   |
| 20.  | 10. | Hegemony                           | Maja Vrvilo     | Henry Alonso Myers                   | 2023. augusztus 10. 2023. augusztus 11. |

### 3. évad
| Sor. | Év. | Cím                            | Rendező         | Író                               | Premier              |
| ---- | --- | ------------------------------ | --------------- | --------------------------------- | -------------------- |
| 21.  | 1.  | Hegemony, Part II              | Chris Fisher    | Henry Alonso Myers és Davy Perez  | 2025. július 17.     |
| 22.  | 2.  | Wedding Bell Blues             | Jordan Canning  | Kirsten Beyer és David Reed       | 2025. július 17.     |
| 23.  | 3.  | Shuttle to Kenfori             | Dan Liu         | Onitra Johnson és Bill Wolkoff    | 2025. július 24.     |
| 24.  | 4.  | A Space Adventure Hour         | Jonathan Frakes | Dana Horgan és Kathryn Lyn        | 2025. július 31.     |
| 25.  | 5.  | Through the Lens of Time       | Andi Armaganian | Onitra Johnson és Davy Perez      | 2025. augusztus 7.   |
| 26.  | 6.  | The Sehlat Who Ate Its Tail    | Valerie Weiss   | David Reed és Bill Wolkoff        | 2025. augusztus 14.  |
| 27.  | 7.  | What Is Starfleet?             | Sharon Lewis    | Kathryn Lyn és Alan B. McElroy    | 2025. augusztus 21.  |
| 28.  | 8.  | Four-and-a-Half Vulcans        | Jordan Canning  | Dana Horgan és Henry Alonso Myers | 2025. augusztus 28.  |
| 29.  | 9.  | Terrarium                      | Andrew Coutts   | Alan B. McElroy                   | 2025. szeptember 4.  |
| 30.  | 10. | New Life and New Civilizations | Maja Vrvilo     | Dana Horgan és Davy Perez         | 2025. szeptember 11. |

## A sorozat készítése
2018 júniusában, miután Kurtzman a Discovery egyedüli showrunnere lett, ötéves átfogó szerződést írt alá a CBS Television Studios-szal, hogy a Star Trek-franchise-t a Discovery-n túl több új sorozatra, minisorozatra és animációs sorozatra is kiterjessze. 2018-ban Mount a második évad fináléját követően elhagyta a Discovery-t, és a rajongók elkezdték követelni, hogy Romijn és Peck mellett újra eljátssza a szerepét egy spin-off sorozatban, amely az Enterprise-on játszódik. Mount és Peck is pozitívan reagált az ötletre. Mount kijelentette, hogy a Discovery forgatása nehéz volt, és a visszatérése "sok kreatív beszélgetést" igényelne, de később hozzátette, hogy még soha nem kapott olyan pozitív visszajelzést a munkájára, mint a Pike szerepére, ami "megváltoztatta [az] életét." Kurtzman is kifejezte érdeklődését az ötlet iránt, mondván: "A rajongók meghallgattak. A Trek világában bármi lehetséges.
A 2019-es San Diego-i Comic-Conon Kurtzman bejelentette, hogy a Star Trek: Short Treks című kísérő sorozat második évada három rövidfilmet tartalmaz majd az Enterprise szereplőinek főszereplésével. Azt mondta, hogy ez egy módja annak, hogy visszahozzák ezeket a karaktereket és színészeket, de nem akadályozza meg őket abban, hogy egy teljes spin-off sorozatot folytassanak. 2020 januárjában Kurtzman azt mondta, hogy aktív tárgyalások kezdődtek egy ilyen spin-off sorozatról, és "ide-oda dobálta az ötleteket" Goldsmannal, aki a Discovery producere helyett a Star Trek: Picard társműsorvezetője lett. Kurtzman azt mondta, hogy jobban szeretné, ha a potenciális spin-off inkább egy folyamatos sorozat lenne, mint egy minisorozat, és azt mondta, hogy a Discovery második évada és a baleset között eltelt hét évet vizsgálná, amely súlyosan megsebesíti Pike-ot az Original sorozatban. Kurtzman hamarosan kijelentette, hogy két be nem jelentett Star Trek sorozat van fejlesztés alatt a CBS All Access számára, és márciusban bejelentették, hogy a spin-off az egyik ezek közül.
A CBS All Access hivatalosan is megrendelte a sorozatot 2020 májusában, és megerősítették, hogy Mount, Romijn és Peck visszatérnek a szerepükbe.
2025 tavaszán, még a harmadik évad adásba kerülése előtt bejelentették, hogy az ötödik évaddal véget ér a sorozat.